# The Horror of Beauty
The Horror of Beauty è il terzo album in studio del gruppo musicale statunitense My Ruin, pubblicato il 21 ottobre 2003 dalla Century Media Records.

## Tracce
1. Stage Fright – 1:18
2. Made to Measure – 4:41
3. American Psycho – 4:02
4. Spitfire – 2:37
5. Burn the Witch – 3:24
6. Radio Silence – 3:31
7. Hot in the House of God – 3:40
8. Nazimova – 3:18
9. Stinkface – 2:52
10. Weightless – 2:36
11. Bravenet – 6:27
12. Ten Minutes to Hollywood – 3:45
13. Get Pretty – 3:28
14. Rid of Me – 4:15 – cover di PJ Harvey

## Formazione
- Tairrie B - voce
- Mick Murphy - chitarra
- Meghan Mattox - basso
- Yael - batteria